# 世界的エネルギー危機 (2021年)
世界的エネルギー危機は、英国、中国、その他の諸国に影響が現れている、世界中で現在進行中のエネルギー不足である。

## 背景

### 新型コロナウイルス感染症の影響
2019年末からの新型コロナウイルス感染症の世界的流行によって世界各国にさまざまな経済的影響が発生し、2020年2月からは2020年の株価大暴落が発生した。

### ウクライナ危機
2021年末にはロシア軍がウクライナ国境付近に集結して緊張を高めた。2022年2月24日にロシアがウクライナへの全面侵攻を開始したことで、世界的なエネルギー危機が取り沙汰されている。

## アジア

### インド
電力設備が危機的に低下する石炭価格の高騰につれ、エネルギー危機に瀕している。

### 中国
中国は数十年以来最悪のエネルギー危機に直面している。「停電を引き起こすものにある場所の、'産業集積地'（英:  industrial heatland(s)）の企業が消費を制限されていて、毎年恒例の電飾興行（英: light show(s)）が中止されてきた」ことをガーディアン誌は報じた。

## ヨーロッパ

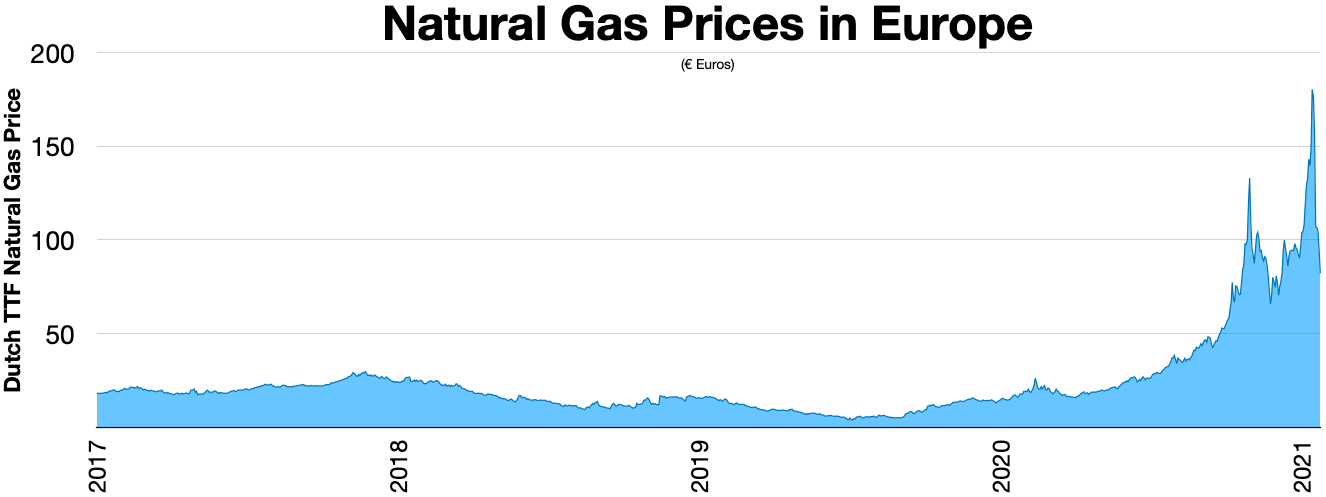
EUでの天然ガス価格変動

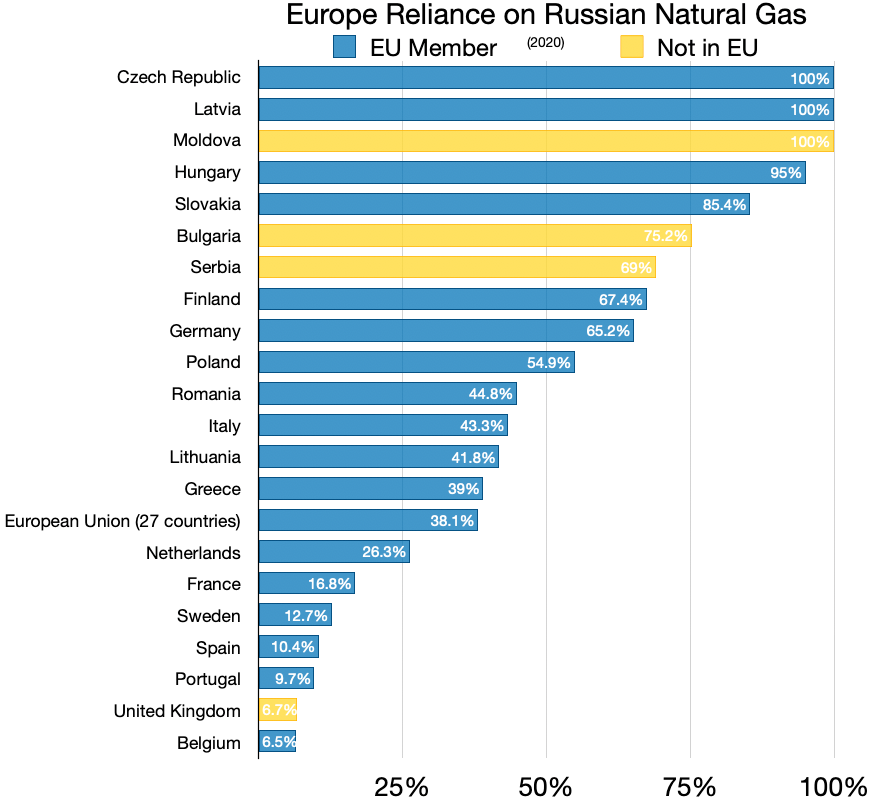
西欧のロシア天然ガスへの依存度

ヨーロッパ市場へのロシアとノルウェーからの供給が途絶えた、天然ガスの暴騰、風力、水力、太陽光によるエネルギーの類の再生可能エネルギーによる少ない発電、そして厳冬（英: cold winter）を含む、ヨーロッパとロシアのガソリン貯蓄を減少させる好ましくない条件の重なりで、ヨーロッパは2021年にガソリン価格の急騰に直面した
2021年末にはロシア軍がウクライナ国境付近に集結して緊張を高めた。2022年2月24日にロシアがウクライナへの全面侵攻を開始したことで、世界的なエネルギー危機が取り沙汰されている。西欧諸国のロシア天然ガスへの依存度は、チェコ、ラトビア、モルドバが100%であり、ドイツも65%にのぼる。
- ロシア・ウクライナガス紛争
- ロシア・ベラルーシエネルギー紛争
- サウス・ストリーム
- ノルドストリーム

## 反応
ハンガリーの首相オルバーン・ビクトルは、欧州委員会の欧州グリーンディールがエネルギー価格の暴騰をもたらしたとして、同委員会を非難した。